# Rakowiec Czosnowski
Rakowiec Czosnowski (ukr. Чеснівський Раковець, Czesniwśkyj Rakoweć) – wieś na Ukrainie, w obwodzie tarnopolskim, w rejonie krzemienieckim.
W II Rzeczypospolitej wieś należała początkowo do gminy wiejskiej Zarudzie w powiecie krzemienieckim, w województwie wołyńskim. 1 października 1933 roku, wraz ze zniesieniem gminy Zarudzie, wieś włączono do gminy wiejskiej Stary Oleksiniec w tym samym powiecie.
Do 2020 w rejonie zbaraskim.